# Daniel Brata
Daniel Brata (* 29. prosince 1984 Velký důl, Rumunsko) je bývalý rumunský zápasník–judista.

## Sportovní kariéra
S judem začínal v 10 letech v rodném Velkém dole v klubu CSM pod vedením Vasile Popa. Vrcholově se připravoval ve sportovním středisku Dinamo v Brašově. V rumunské reprezentaci se poprvé objevil až ve dvaceti letech, když Bukurešť narychlo získala pořádání mistrovství Evropy po Bělehradě. Tato zkušenost ho motivovala v další práci a v roce 2008 se kvalifikoval na olympijské hry v Pekingu. V pekingu se prezentoval velmi dobrým výkonem, na jeho o-uči-gari si v prvním a druhém kole vylámali zuby Uzbek O'tkir Qurbonov a Kanaďan Keith Morgan. Ve čtvrtfinále ho však zastavil zkušený Ázerbájdžánec Movlud Miralijev a v opravách neuspěl proti svému osudovému soupeři Gruzínci Levanu Žoržolijanimu.
Na podzim 2011 řešil místo přípravy na olympijskou sezonu osobní problémy se soudy za vážné ublížení na zdraví. Přes tyto komplikace dosáhl v květnu 2012 na evropskou kontinentální kvótu pro účast na olympijské hry v Londýně, kde skončil v prvním kole na Gruzinci Žoržolijanim. Svoji aktivní sportovní kariéru víceméně ukončil záhy po rozsudku z podzimu 2012.
Daniel Brata byl pravoruký judista s krásnou osobní technikou o-uči-gari.

## Problémy se zákonem
V létě 2011 ve Velkém Varadíně způsobil s týmovým kolegou Valentinem Radu četná zranění jednomu z hostů v zábavném podniku. Na podzim 2012 byl odsouzen na čtyři roky vězení za pokus o vraždu. Trest byl v roce 2013 po odvolání překvalifikován jako vážné ubližení na zdraví s tříletým podmínečným trestem.

## Výsledky
| Turnaj             | 2004           | 2005           | 2006           | 2007           | 2008           | 2009           | 2010           | 2011           | 2012           |
| Turnaj             | 20             | 21             | 22             | 23             | 24             | 25             | 26             | 27             | 28             |
| Turnaj             | polotěžká váha | polotěžká váha | polotěžká váha | polotěžká váha | polotěžká váha | polotěžká váha | polotěžká váha | polotěžká váha | polotěžká váha |
| ------------------ | -------------- | -------------- | -------------- | -------------- | -------------- | -------------- | -------------- | -------------- | -------------- |
| Olympijské hry     | —              |                |                |                | úč.            |                |                |                | úč.            |
| Mistrovství světa  |                | úč.            |                | úč.            |                | úč.            | úč.            | —              |                |
| Mistrovství Evropy | úč.            | 3.             | úč.            | úč.            | úč.            | 3.             | úč.            | úč.            | úč.            |
| ME do 23 let       | 3.             | 7.             | úč.            |                |                |                |                |                |                |